# Рот Фронт-6
Рот Фронт-6 (РФ-6) — планёр конструкции Олега Антонова.